# Энав
Энав — еврейское поселение в северной части Западного Берега реки Иордан. Расположено на Шоссе 57 между Авней Хефец и Шавей Шомрон. Это поселение религиозных сионистов и евреев-ортодоксов. Оно относится к региональному совету Шомрон. По состоянию на 2020 год в поселении проживало 891 человек.

## История
Основано в 1981 году при активном участии организации Амана.  Его название призвано напоминать о виноградниках. Поблизости находится палестинский населённый пункт Анабта.

## Население
По данным Центрального статистического бюро Израиля, население на начало 2020 года составляло 891 человек.